# 阿斯图里亚诺斯
阿斯图里亚诺斯，是西班牙卡斯蒂利亚-莱昂萨莫拉省的一个市镇。 总面积43平方公里，总人口331人（2001年），人口密度8人/平方公里。